# Oluf 2.
|  | Dette opslag handler om kong Oluf 2. Håkonsen. For andre konger med navnet Oluf, se Oluf (flertydig) |
Oluf 2. eller Oluf Håkonsen, norsk Olav IV Håkonsson til tider også kaldet Oluf 3. (født december 1370, død 3. august 1387) var konge i Danmark 1376-1387 og i Norge 1380-1387. Indtil han blev 15 år, var hans mor Margrete 1. hans formynder.

## Biografi
Oluf 2. var søn af Valdemar Atterdags datter, Margrete 1. Da Valdemar døde, havde han ingen sønner, og af seks børn var kun Margrete tilbage. Hun blev gift med Håkon 6. af Norge og fik sønnen Oluf. Valdemar havde lovet den svenske konge, Albrecht af Mecklenburg, at dennes søn, Albrecht 4., skulle overtage den danske trone efter Valdemars død. Men hverken befolkningen eller Rigsrådet med drosten Henning Podebusk i spidsen ønskede Albrecht 4. som konge. Hansestæderne var heller ikke begejstrede. Fyrstedømmerne Pommern og Sachsen-Lauenburg ønskede heller ikke en mecklenburgisk stormagt til nabo. Valget faldt i stedet på den blot femårige Oluf med hans mor Margrete og hans far Håkon som formyndere. Oluf måtte underskrive en håndfæstning, hvori han lovede at indkalde til danehof hvert år, samt at en del af de ejendomme, som Valdemar Atterdag havde konfiskeret, skulle tilbageleveres.
En mecklenburgisk hær gik i 1376 i land ved København, men drost Henning Podebusk klarede sagen ad forhandlingens vej. I 1380 døde kong Håkon 6. af Norge, og Oluf overtog tillige den norske trone. Margrete vendte nu blikket mod Skåne, hvor flere borge – og især det indbringende sildemarked – var på Hansestædernes hænder. Ved fredsslutningen ved Stralsund i 1370 under Valdermar Atterdag var det aftalt, at  sildemarkedet skulle være på udenlandske hænder til 1385. Margrete lagde et stort diplomatisk pres på Hansestæderne for at få dem til at opgive Skåne. Og hun nøjedes ikke med diplomatiske midler, men stod også bag egentlige pirattogter mod Hansestædernes handelsskibe. Til sidst føjede Hansestæderne sig, og Skåne var igen på danske hænder.
I Sverige var svenskerne yderst utilfredse med deres konge, Albrecht 3. af Mecklenburg. Margrete indledte forhandlinger med svenske stormænd, som var meget tilbøjelige til at lade Oluf bestige den svenske trone. Men før det lykkedes Oluf at forene de tre nordiske lande, døde han den 3. august 1387 knap 17 år gammel. Han blev begravet i Sorø Klosterkirke. Han blev aldrig gift og efterlod sig ingen børn.
I år 1402 hævdede en mand fra Preussen at være den endnu levende Oluf. Manden måtte dog indrømme at han havde løjet, da man opdagede at han ikke kunne tale dansk. (se også; Den falske Oluf)[kilde mangler]
I 2015 blev det foreslået, at Oluf muligvis døde af Brugadas syndrom.